# Parafia św. Franciszka w Soligorsku
Parafia św. Franciszka w Soligorsku – rzymskokatolicka parafia znajdująca się w archidiecezji mińsko-mohylewskiej, w dekanacie nieświeskim, na Białorusi. Parafię prowadzi Zakon Braci Mniejszych, należy do prowincji Wniebowzięcia NMP w Katowicach.

## Historia
Parafia została erygowana 5 marca 1993. Początkowo obsługiwana była przez księży z parafii św. Antoniego w Słucku. Msze sprawowano w mieszkaniach parafian, a następnie w domu kultury. Od 1998 msze odbywają się w kościele ukończonym w 2001. 12 listopada 2006 kościół konsekrował administrator apostolski archidiecezji mińsko-mohylewskiej bp Antoni Dziemianko. W 2007 erygowano dom zakonny w Soligorsku. Klasztor prowadzi ponadto duszpasterstwo w parafii Matki Bożej Fatimskiej w Lubaniu, gdzie również zbudowano świątynię i niewielki klasztor.

## Proboszczowie parafii
| imię i nazwisko      | daty urzędowania |
| -------------------- | ---------------- |
| o. Sobiesław Tomala  | 2001 – 2008      |
| o. Florian Kozłowski | 2008 – 2009      |
| o. Sobiesław Tomala  | 2010 –           |